# Belley
Belley is een gemeente in het Franse departement Ain (regio Auvergne-Rhône-Alpes). De gemeente telde 9.270 inwoners op 1 januari 2022. De inwoners worden Belleysans genoemd. 

## Geschiedenis
De stad gaat terug op een Gallo-Romeinse nederzetting (vicus). Deze had tussen de 2e en de 4e eeuw thermen. 
In de 6e eeuw werd Belley een bisschopsstad met als eerste bisschop Vincentius. Belley is de hoofdstad van de historische provincie Bugey (pagus Bellicensis), een onderdeel van het Heilig Roomse Rijk. In de 11e eeuw kwam de stad te liggen in Savoye. In 1385 was er een grote stadsbrand die een groot deel van de stad in de as legde. De stad werd grotendeels in steen heropgebouwd en kreeg toen ook een stadsmuur. 
Tussen 1536 et 1559 maakte de stad deel uit van Frankrijk en dit werd definitief zo vanaf 1601 met het Verdrag van Lyon. In de 17e eeuw vestigden zich vier kloosters in Belley en breidde de stad zich uit tot buiten haar stadsmuren. Na de Franse Revolutie werden de torens van de kathedraal afgebroken en werd het bisdom afgeschaft. Het werd weer opgericht in 1823. Tussen 1874 en 1948 was Belley een garnizoensstad, waar eerst infanterie en later artillerie was gelegerd. Pas na de Tweede Wereldoorlog kwam er een echte industrie in de stad.

## Geografie
De oppervlakte van Belley bedroeg op 1 januari 2022 22,42 vierkante kilometer; de bevolkingsdichtheid was toen 413,5 inwoners per km².
De onderstaande kaart toont de ligging van Belley met de belangrijkste infrastructuur en aangrenzende gemeenten.

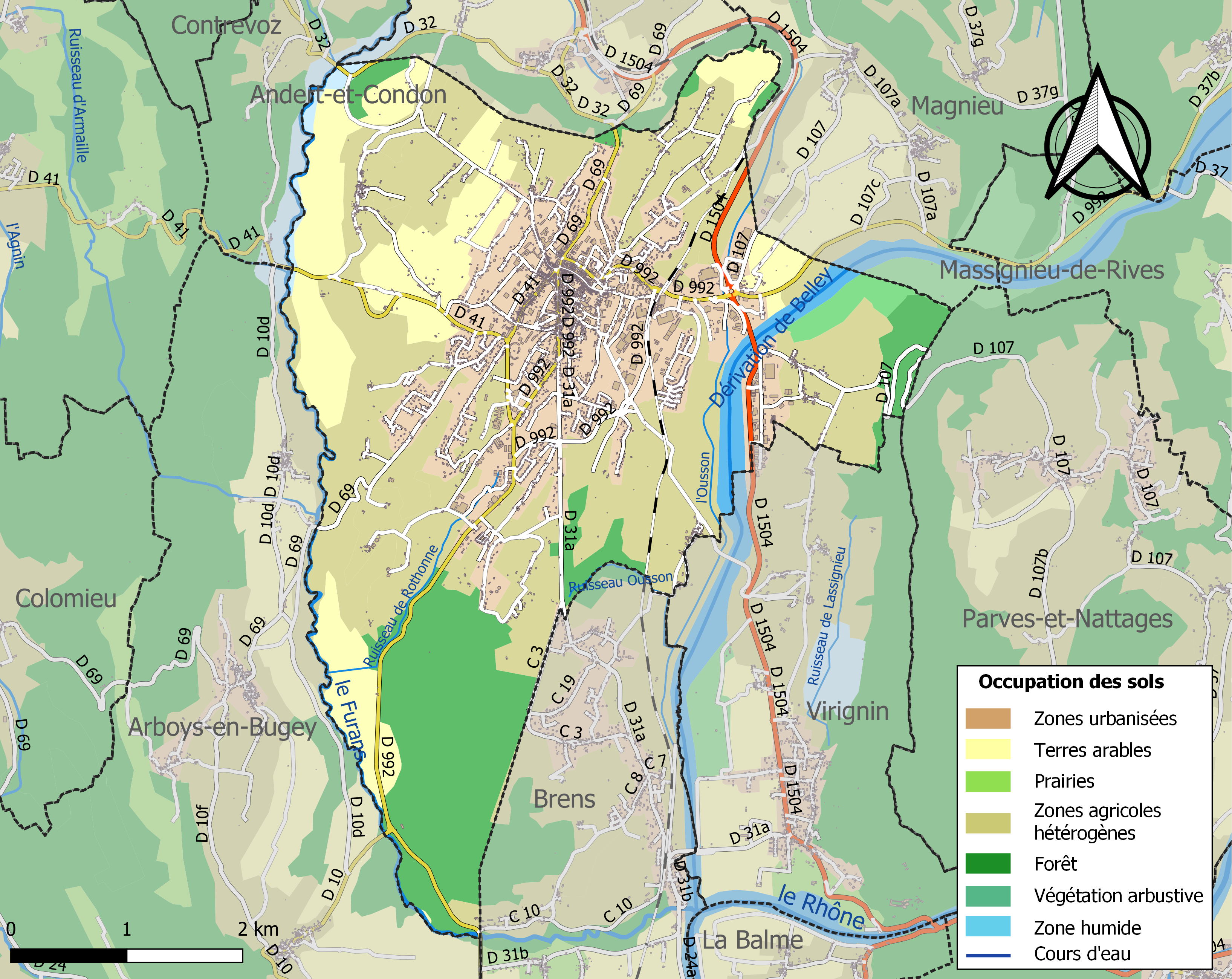

## Demografie
Onderstaande figuur toont het verloop van het inwoneraantal van Belley vanaf 1968.
Vanwege een beveiligingsprobleem met de MediaWiki Graph-software is het momenteel niet mogelijk deze grafiek weer te geven. Zodra de software is bijgewerkt zal de grafiek vanzelf weer zichtbaar worden.

## Geboren
- Jean Anthelme Brillat-Savarin (1755-1826), rechter, schrijver en gastronoom
- Jean-Claude Anthelme Récamier (1774-1852), chirurg
- Didier Ollé-Nicolle (1961), voetballer en trainer
- Maxime Bouet (1986), wielrenner
- Simon Desthieux (1991), biatleet

## Bezienswaardigheden
- Kathedraal Saint Jean-Baptiste (19e eeuw). De neogotische kathedraal kwam in de plaats van haar 12e-eeuwse voorganger die bouwvallig was en verder beschadigd werd bij een aardbeving in 1822.
- Bisschoppelijk paleis (18e eeuw). Deze voormalige bisschopsresidentie bevindt zich naast de kathedraal en werd in 1978 aangekocht door de gemeente. Het is sinds 1932 een historisch monument.
- Place des Terreaux. Dit plein bevond zich buiten de middeleeuwse omwalling en hier waren de markthallen. 19e-eeuwse hallen kwamen in de plaats van houten hallen uit de 12e eeuw.
- Vieille Porte (1696). Deze poort was een onderdeel van het klooster van de visitandinnen.[3]

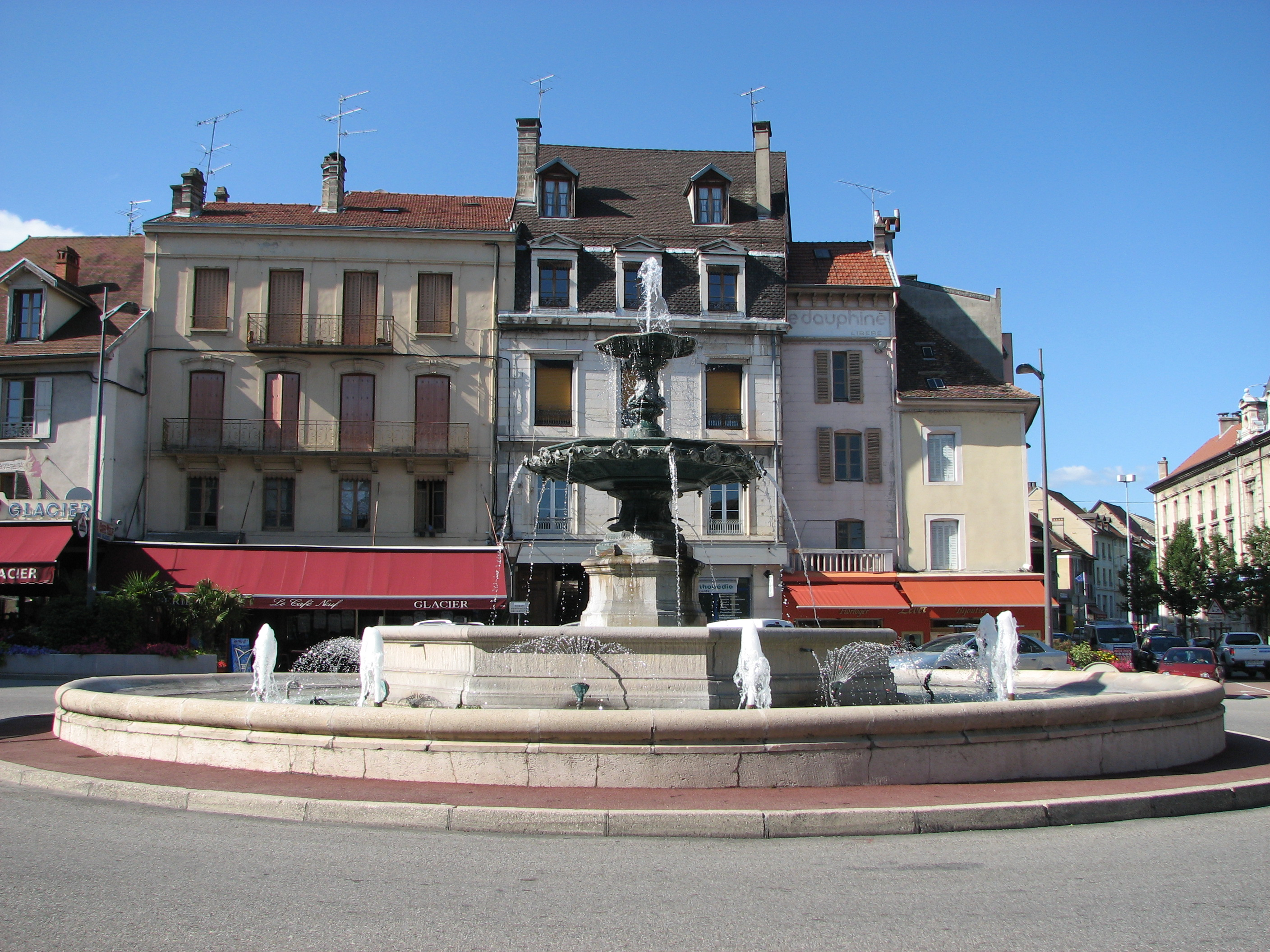
Place des Terreaux
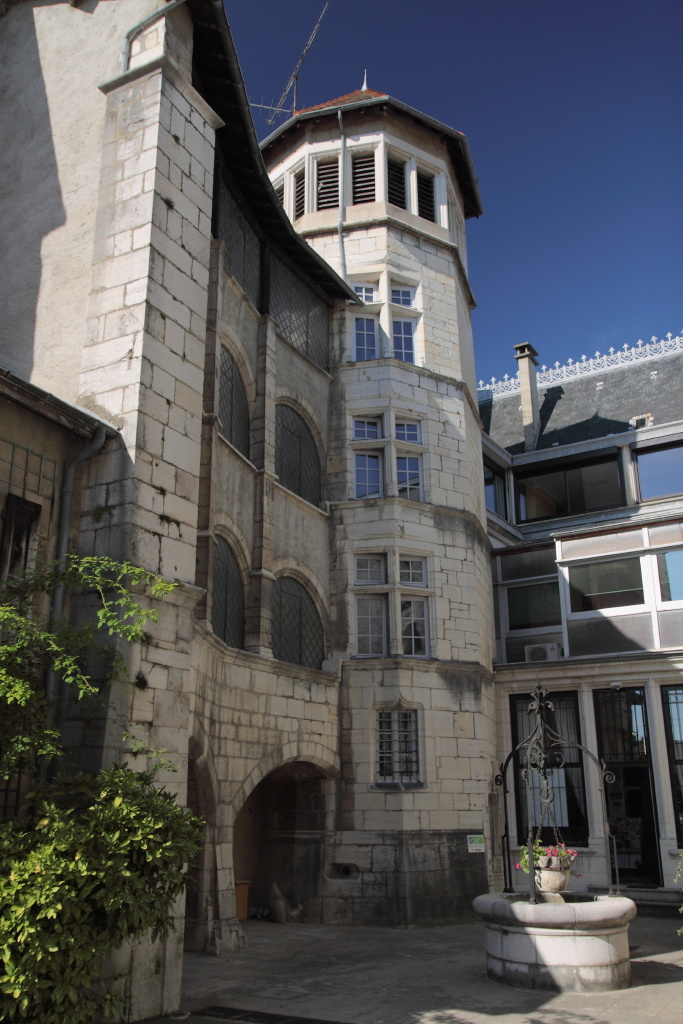
Hôtel des Ducs de Savoie
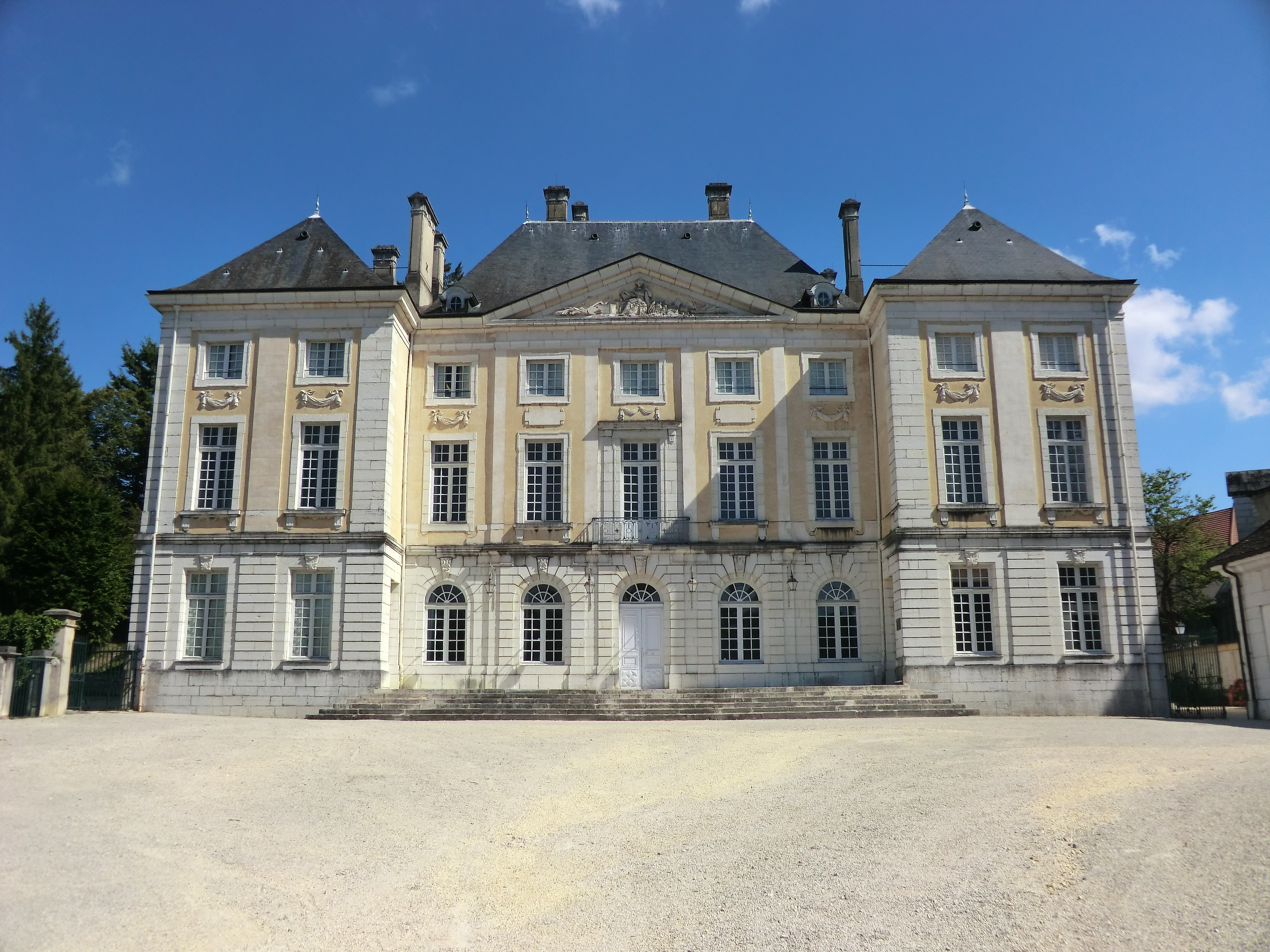
Palais Épiscopal
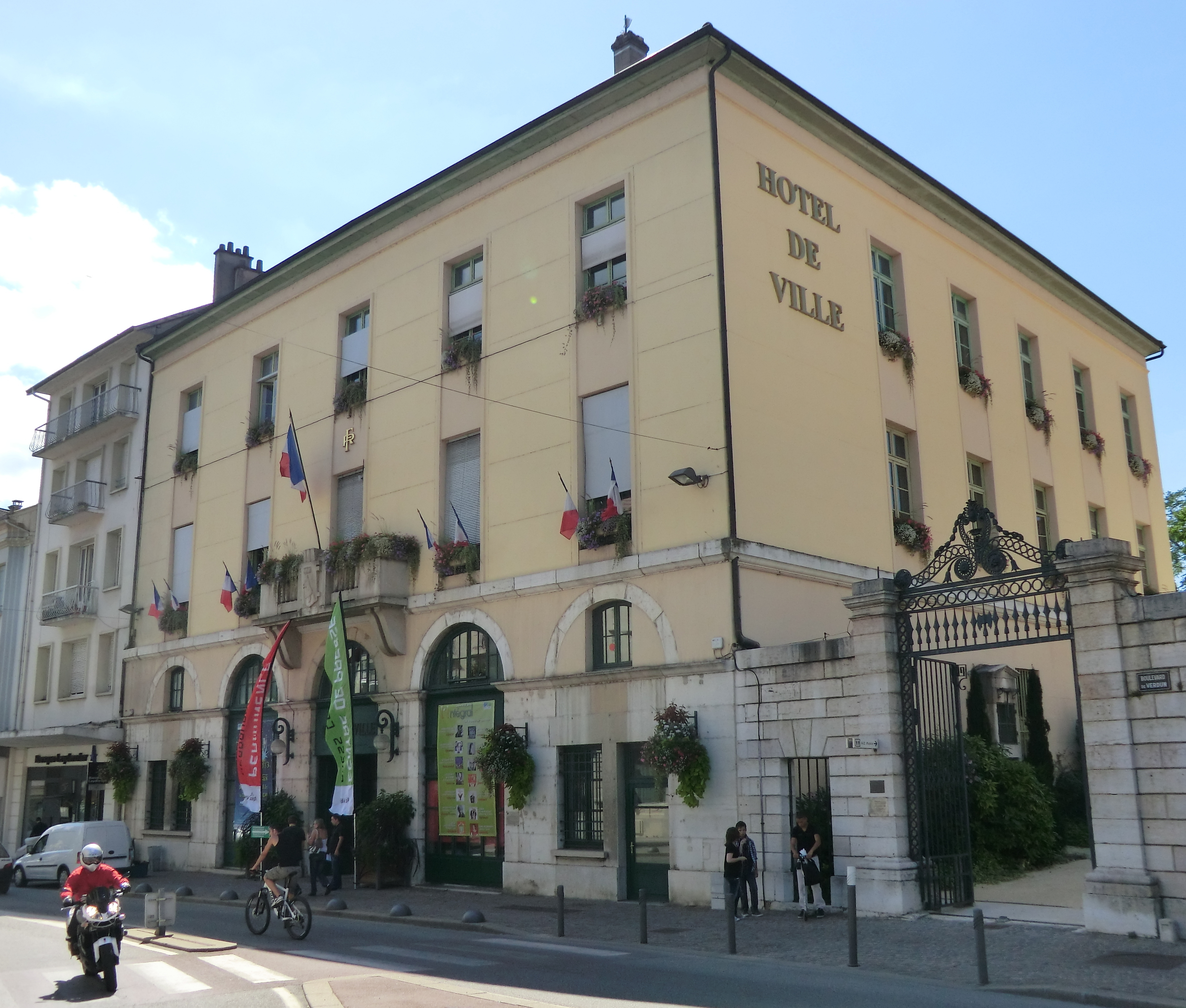
Gemeentehuis
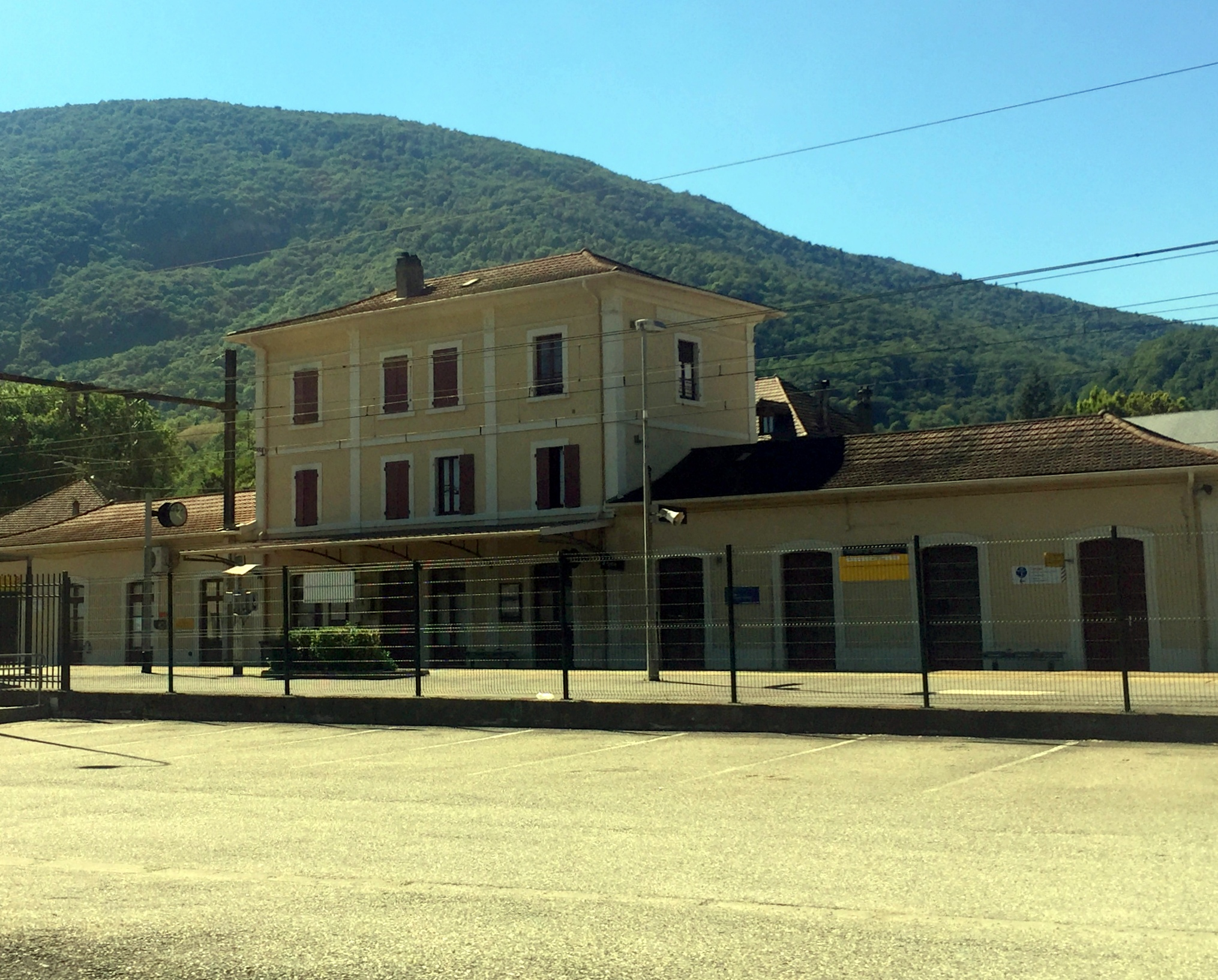
Station Virieu-le-Grand - Belley